# Чёрные горы (Кавказ)
|                                                                         |
| Чёрные горы: — Лесистый хребет, — Пастбищный хребет, — Скалистый хребет |

Чёрные горы, Аржи-Арц, Чёрный Лес, Передовой хребет (чечен. Аржи-Арц, lаржа-Арц,  рус. дореф. Черныя Горы, Черныя горы, Черный Лѣсъ) — историческое название гор на Кавказе, ороним охватывает передовые горные хребты северного склона системы Большого Кавказа (горная страна — Кавказские горы, регион — Северный Кавказ). Представляют собой прерывистые горные массивы (короткие хребты), плато, цепи холмов и отдельно стоящие вершины, тянущиеся параллельно к северу от Главного Кавказского хребта, от устья реки Кубань до реки Сулак (ориентировочное направление: запад-северо-запад — восток-юго-восток).
В научной и публицистической литературе нет чёткого понимания границ распространения оронима. В орографической систематике периода Российской империи под Чёрными горами понимали три передовых хребта Большого Кавказа — Скалистый, Пастбищный и Лесистый. В советский период к Чёрным горам относили только две орографические единицы — Пастбищный и Лесистый хребты, а границы Чёрных гор укорачивали на запад и особенно на восток. Ряд советских и современных исследователей, а также местное население, вообще использовали/используют название Чёрные горы только для Лесистого хребта (особенно это характерно для отрезка Чёрных гор в Чечне).
Сегодня локализация исторического названия Чёрные горы охватывает ряд хребтов (иногда у различных исследователей не одних и тех же), протянувшихся по территориям России: Краснодарскому краю, Адыгее, Карачаево-Черкесии, Ставрополью, Кабардино-Балкарии, Северной Осетии, Ингушетии, Чечне и Дагестану. В связи с разным пониманием границ Чёрных гор, во многих источниках могут указываются их разные морфометрические характеристики.

## Название

1848 г. «Карта Малой Чечни и части Владикавказского округа». М. 3 версты в дюйме (I 126000) Ф. 386. Оп. 1. Д. 2863 (3)

Первое упоминание хребта встречается на Карте Малой Чечни и части Владикавказского округа 1848 года, составленной штабом отдельного Кавказского корпуса с надписью "Горы Аржи-Арц или Черные". 
Вершины Чёрных гор не достигают уровней снеговой линии или высокогорных альпийских лугов, ограничиваясь границей леса. Вероятно, от густых широколиственных лесов, покрывающих Чёрные горы издревле, от тёмного цвета дремучих лесистых гряд, придающих тёмный цвет горам, и возникло когда-то это название. В «Географическо-статистическом словаре Российской империи» (1863—1885) для хребта Чёрных гор дана такая этимология: «…и названіе получилъ отъ того, что на всемъ своемъ протяженіи покрытъ густымъ, трудно-доступнымъ лѣсомъ». Описание Чёрных гор в Чечне и та же версия происхождения их наименования (2-я половина XIX века):

Вправо отъ глубокаго и обрывистаго ложа рѣки Шалажи и влѣво отъ Валерика начинался высокій густой лѣсъ, состовлявшій непроницаемую преграду для движеній войскъ въ глубь страны. Лѣсъ этотъ разрывался ущельями рѣкъ на отдѣльныя площади, наклонныя къ сторонѣ чеченской равнины, за ними снова смыкался въ одну сплошную, безконечную, чащу, съ уступа на уступъ взбирался на самый хребетъ и чёрно-синей щетиной тянулся по всему гребню горъ, которыя отъ него и получили названіе Черныхъ (Каратау).
— «Кавказскій сборникъ», 1888 г.
— «Терцы», 1888 г.
В «Географическо-статистическом словаре Российской империи» в орониме указывались оба слова с большой буквы — Чёрные Горы (рус. дореф. Черныя Горы), также в словаре приводилось ещё одно название Чёрных гор — Чёрный Лес (рус. дореф. Черный Лѣсъ). В «Энциклопедическом словаре Брокгауза и Ефрона» (1890—1907), название гор приводилось иначе — первая часть с большой буквы, а вторая с маленькой — Чёрные горы. В статье ЭСБЕ русского географа Н. Я. Динника «Терская область», Чёрные горы упоминались параллельно с названием Передовой хребет. Иногда для оронима Чёрные горы могут встречаться синонимичные наименования Черногорье и Каратау (тюрк. qara — «чёрная», tay — «гора»).
Название Чёрных гор на некоторых языках проживающих в их пределах народов: у ингушей Аргаш (ингуш. Аргӏаш ['ar.ʁaʃ] — «гряда невысоких гор»), у чеченцев Арц (чечен. арц [arc] — «лесистая гора»)

## Период Российской империи
Понимание границы Чёрных гор в период Российской империи было наиболее широким — название охватывало современные самостоятельные орографические единицы Скалистый, Пастбищный и Лесистый хребты (в период империи оронимы не употреблялись), и, вероятно, вообще все горы к северу от Главного Кавказского хребта, протянувшиеся от устья реки Кубань до реки Сулак. Согласно «Географическо-статистическому словарю Российской империи», Чёрные горы — это «второстепенный кряжъ, образующій какъ-бы предгоріе или уступъ Главнаго Кавказ. хр.», отстоит от него на 30—80 вёрст, а высшие точки Чёрных гор находятся в Кабарде.
В «Энциклопедическом словаре Брокгауза и Ефрона» имелась статья «Чёрные горы», в которой указывалось, что рельеф их наиболее заметен в Баталпашинском отделе Кубанской области (современная часть территорий Краснодарского края, Карачаево-Черкесии, Ставрополья) и Терской области (современная часть территорий Ставрополья, Кабардино-Балкарии, Северной Осетии, Ингушетии, Чечни и Дагестана), самые высокие вершины автор статьи относил к бассейну реки Ардон. В той же энциклопедии в статье русского географа В. М. Масальского «Кавказский хребет» более подробно описывался рельеф Чёрных гор: сообщалось, что они проходят севернее Главного хребта на расстоянии 17—60 вёрст, указывались их высшие точки с указанием высот — Кион-хох 11 230 футов, Каргу-хох 11 164 фута (автор добавлял к бассейнам высших точек гор бассейн реки Урух). В статье ЭСБЕ Н. Я. Динника «Терская область», помимо Кион-хоха и Кариу-хоха (у В. М. Масальского — Каргу-хох), добавлялись как значимые вершины Мат-хох 9 855 футов, Сардари-хох и Берматут.

## Советский период

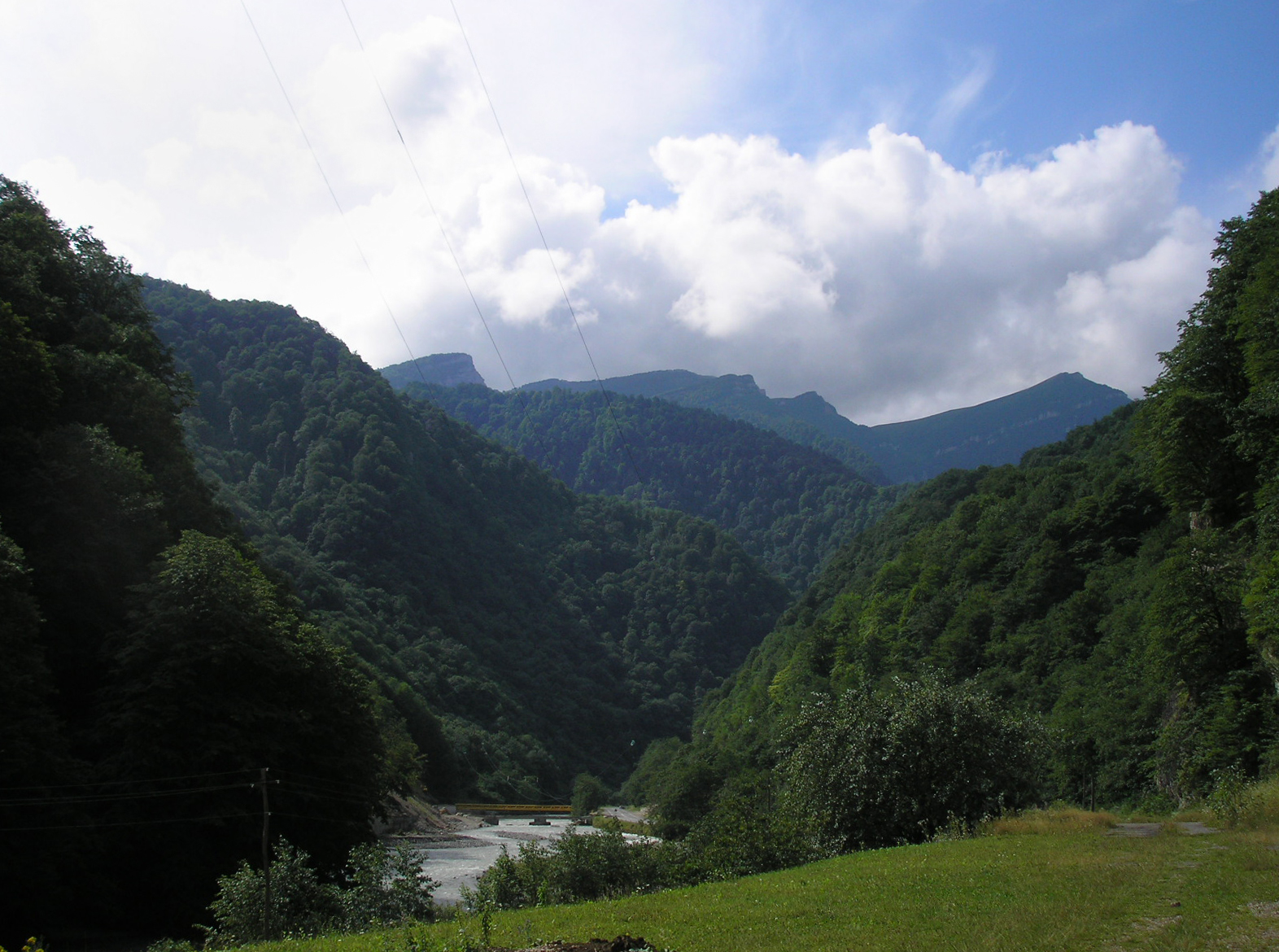
Чёрные горы в Алагирском ущелье

В советский период появилось деление передовых северных хребтов системы Большого Кавказа на три оронимические единицы — Скалистый, Пастбищный и Лесистый хребты. По каким-то причинам под Чёрными горами стали понимать только два хребта — Пастбищный и Лесистый, исключая Скалистый хребет. Первое издание БСЭ (1926—1947) сообщает, что Чёрные горы «состоят из двух гряд: Южной (Пастбищный хребет)… и Северной — Лесистого хребта…». Указывались высшие точки хребтов: гора Фетхус (1744 м) для Пастбищного и гора Лысая (до 1035 м) для Лесистого. Также в статье «Чёрные горы» первого издания БСЭ, по непонятным причинам, выделялось отдельно понятие Чёрные горы в Чеченской АО, не объясняя, чем они отличаются от остальных Чёрных гор на Северном Кавказе.
Во втором издании БСЭ (1950—1958) название Чёрные горы по-прежнему охватывало Пастбищный и Лесистый хребты, только для Пастбищного появилось уточнение, что он включается в Чёрные горы частично. Также во втором издании теперь указывались границы оронима на западе и востоке: от меридиана города Майкопа до долины реки Аргун. Появились данные по высотам гор: 500—1500 м, а высшей точкой, по каким-то причинам, указывался хребет Джинал (1542 м). Такие же границы Чёрных гор давала и «Краткая географическая энциклопедия» (1960—1966). В третьем издании БСЭ (1969—1978) Чёрными горами также называли хребты к северу от Скалистого хребта, но границы Чёрных гор сформулировали немного иначе: на западе теперь называлась река Белая (на востоке по-прежнему река Аргун). Высоты гор указывались до 1500 м.
Пытаясь как-то объяснить некоторую путаницу, возникшую при разделении оронимов, в «Географическом энциклопедическом словаре» (1989) к традиционной формулировке добавились сведения, что «в районах с преобладанием лугов Чёрные горы называют Пастбищным хребтом». Ряд авторов вообще указывали под названием Чёрные горы только Лесистый хребет, особенно это характерно для участков Чёрных гор в Ингушетии и Чечне (например, авторы работы «Чечено-Ингушская АССР» 1971, В. В. Агибалова 1988). Фактически, в советский период Чёрные горы относили к зоне предгорий Северного Кавказа.

## Современность
В наши дни в научной и публицистической литературе, повторяя за изданиями советского периода, исследователи включают в Чёрные горы Пастбищный и Лесистый хребты (например, авторы работы «Хребты Большого Кавказа и их влияние на климат» 2001). Иногда, так же как и в некоторых советских работах, под Чёрными горами могут понимать только Лесистый хребет, особенно это характерно для отрезка Чёрных гор в Чеченской Республике (например, З. М. Багалова, Г. З. Анчабадзе). Но всё больше справочных изданий перестают упоминать этот старинный ороним совсем.

### Словари и энциклопедии
- Древнетюркский словарь / Ред. и сост. В. М. Наделяев, Д. М. Насилов, Э. Р. Тенишев, А. М. Щербак. — ИЯ АН СССР. — Л.: Наука, 1969. — 677 с. — 6000 экз.
- Ингушско-русский словарь: 11142 слова = Гӏалгӏай-Эрсий дошлорг: 11142 дош / Сост.: А. С. Куркиев. — ИнгГУ. — Магас: Сердало, 2005. — 544 с. — 5000 экз. — ISBN 5-94452-054-X.
- Ингушско-русский словарь: 24 000 слов = Гӏалгӏай-Эрсий дошлорг: 24 000 дош / Сост.: А. И. Бекова, У. Б. Дударов, Ф. М. Илиева, Л. Д. Мальсагова, Л. У. Тариева, научн. руковод. Л. У. Тариева. — ГБУ ИнгНИИ гуманитарных наук им. Ч. Ахриева. — Нальчик: ГП КБР РПК, 2009. — 983 с. — ISBN 978-5-88195-965-4.
- Кавказский хребет = Кавказскій хребетъ // Энциклопедический словарь [в 86 томах] / Под ред. К. К. Арсеньева и Ф. Ф. Петрушевского. — СПб.: Изд-ли: Ф. А. Брокгауз и И. А. Ефрон, 1894. — Т. XIIIA (Исторические журналы — Калайдович). — С. 850-854. — 481-960 с.
- Терская область // Энциклопедический словарь [в 86 томах] / Под ред. К. К. Арсеньева и Ф. Ф. Петрушевского. — СПб.: Изд-ли: Ф. А. Брокгауз и И. А. Ефрон, 1901. — Т. XXXIII (Термические ощущения — Томбази). — С. 82-90. — 478 с.
- Чёрные горы // БСЭ [в 65 т. + 1 т. без номера (СССР)] / Гл. ред. О. Ю. Шмидт. — 1-е изд. — М.: Изд-во СЭ, 1934. — Т. 61 (Ч — Шахт). — 61 000 экз.
- Чёрные горы // БСЭ [в 51 т. + 2 кн. предм.-алф. указ.] / Глав. ред. Б. А. Введенский. — 2-е изд. — М.: Изд-во СЭ, 1957. — Т. 47 (Цуруока — Шербот). — С. 198. — 672 с. — 300 000 экз.
- [bse.sci-lib.com/article122030.html Чёрные горы] // БСЭ [в 30 т. (т. №24 в 2 кн.) + 1 кн. алфав.-именн. указ.] / Гл. ред. А. М. Прохоров. — 3-е изд. — М.: Изд-во СЭ, 1978. — Т. 29 (Чаган — Экс-ле-Бен). — С. 106. — 640 с. — 632 000 экз.
- Чёрные горы // Географический энциклопедический словарь / Глав. ред. А. Ф. Трёшников, ред кол. Э. Б. Алаев и др. — 2-е изд., доп. — М.: Изд-во СЭ, 1989. — С. 524. — 592 с. — 210 000 экз. — ISBN 5-85270-057-6.
- Чёрные горы // Краткая географическая энциклопедия [5 т.] / Глав ред. А. А. Григорьев. — М.: Изд-во СЭ, 1964. — Т. 4 (Союзная советская республика — Югославия). — С. 337. — 448 с. — 80 500 экз.
- Чёрные горы = Черныя Горы // Географическо-статистический словарь Российской империи = Географическо-статистическій словарь Россійской Имперіи / Сост. П. П. Семёнов-Тян-Шанский. — СПб.: типография «В. Безобразов и Компания», 1885. — Т. V (Таарджалъ — Яя). — С. 689-690. — 1000 с.
- Чёрные горы = Черныя горы // Энциклопедический словарь [в 86 томах] / Под ред. К. К. Арсеньева и Ф. Ф. Петрушевского. — СПб.: Изд-ли: Ф. А. Брокгауз и И. А. Ефрон, 1903. — Т. XXXVIIIA (Человек — Чугуевский полк). — С. 688. — 483-958 с.